# مرغ حق جنوبی

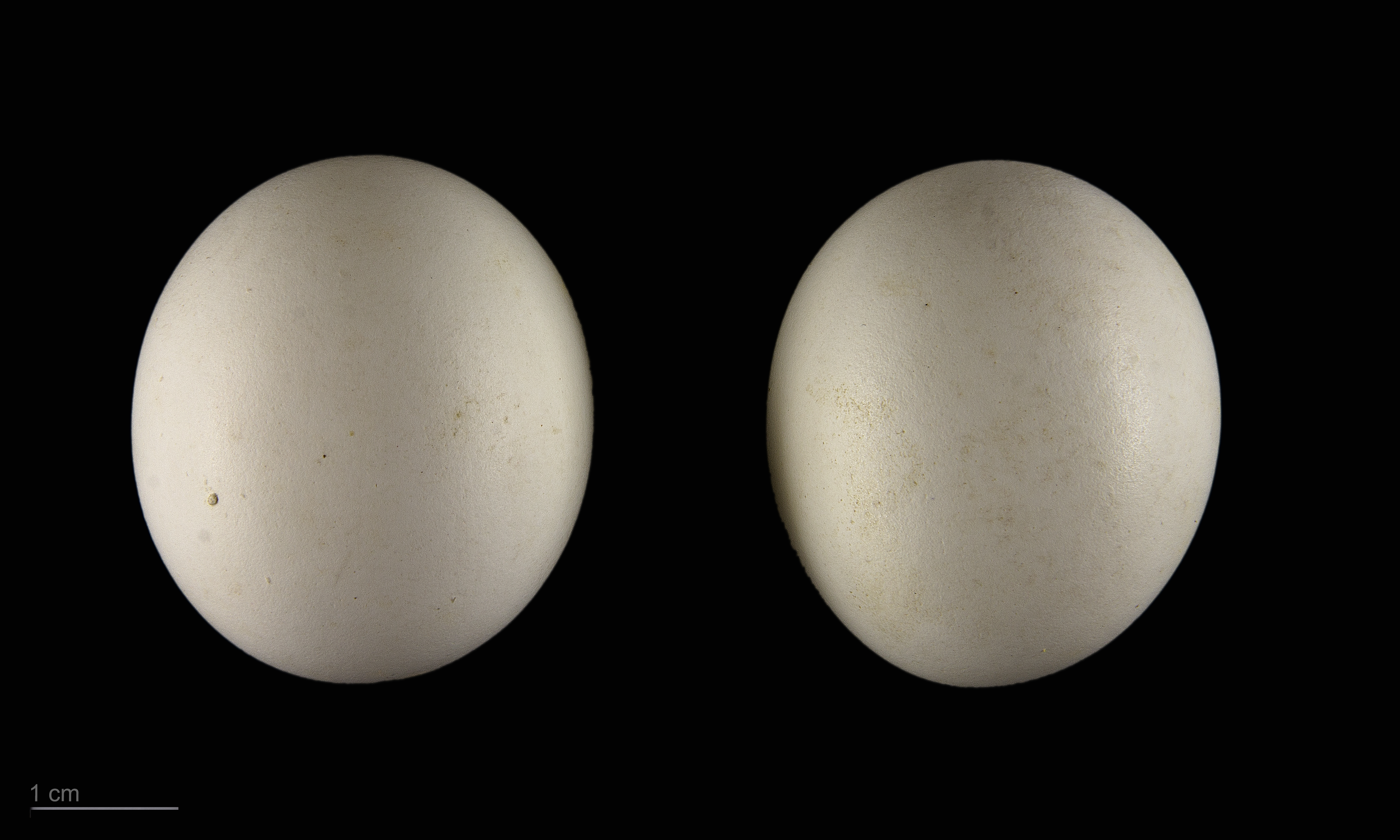
Otus brucei

مرغ حق جنوبی، مرغ حق رنگ‌پریده یا مرغ حق مخطط (در ایران: مرغ حق جنوبی) (نام علمی: Otus brucei) گونه‌ای مرغ حق کوچک است. این جغد در مناطق نیمه‌بیابانی، باغ‌های درون شهرها و نخلستان‌ها در سرزمین‌های غرب و مرکز آسیا و همچنین خاورمیانه زندگی می‌کند. مرغ‌های حق رنگ‌پریده از حشرات، انواع مارمولک، عنکبوت و پستانداران کوچک تغذیه می‌کنند. این پرنده حدود ۲۱ سانتی‌متر درازا دارد. گونه‌های جوان‌تر با زیر تنه‌ای کاملاً خط دار (برخلاف پرندهٔ بالغ و پرندهٔ جوان مرغ حق) دیده می‌شوند. این پرنده شب‌زی بوده صدایش بهترین ویژگی شناسایی آن است.